# 陈建龙 (足球运动员)
陈建龙（1989年5月14日—），中国足球运动员，司职后卫，现效力于中乙球队梅州客家。

## 俱乐部生涯
陈建龙在2007年从广州医药的二队租借到中乙球队广东日之泉，参加乙级联赛，并一度担任球队队长，在2008赛季帮助球队以联赛亚军的成绩升上中甲联赛。并在2008赛季帮助球队以联赛亚军的成绩升上中甲联赛，2009年陈建龙又代表广东日之泉参加了中甲联赛。2010年，陈建龙被提升到一队效力才正式回归广州队。
2012年1月，陈建龙租借加盟中超球队南昌衡源（后改名为上海申鑫）。但他在2012赛季仅代表上海申鑫预备队出场，未能在中超联赛亮相。
2013年，陈建龙转投中乙联赛球队梅州客家。